# Bundesliga niemiecka w piłce siatkowej mężczyzn (2024/2025)
1. Bundesliga w piłce siatkowej mężczyzn 2024/2025 − 51. sezon najwyższej klasy rozgrywkowej w piłce siatkowej w Niemczech (69. edycja mistrzostw Niemiec) zorganizowany przez stowarzyszenie Volleyball Bundesliga. Rozpoczął się 20 września 2024 roku i trwał do 3 maja 2025 roku.
W Bundeslidze w sezonie 2024/2025 uczestniczyło 13 drużyn. Do najwyższej klasy rozgrywkowej po jednym sezonie przerwy powrócił młodzieżowy zespół VCO Berlin.
Rozgrywki składały się z fazy zasadniczej oraz fazy play-off. W fazie zasadniczej drużyny rozegrały ze sobą po dwa mecze. Osiem najlepszych zespołów awansowało do fazy play-off, która obejmowała ćwierćfinały, półfinały oraz finał.
Po raz piętnasty, jednocześnie dziewiąty raz z rzędu, mistrzem Niemiec został Berlin Recycling Volleys, który w finale fazy play-off pokonał SVG Lüneburg. Najlepszym zawodnikiem (MVP) sezonu został Michał Superlak. Trzecie miejsce zajęły ex æquo drużyny VfB Friedrichshafen oraz Helios Grizzlys Giesen. Nagrodę dla najlepszego zawodnika sezonu (MVP) otrzymał Amerykanin Jake Hanes.

## System rozgrywek
1. Bundesliga w sezonie 2024/2025 składała się z fazy zasadniczej oraz fazy play-off wyłaniającej mistrza Niemiec.
Faza zasadnicza

W fazie zasadniczej 13 drużyn rozegrało ze sobą po dwa spotkania systemem kołowym (mecz u siebie i rewanż na wyjeździe). Osiem najlepszych zespołów awansowało do fazy play-off. Pozostałe zakończyły udział w rozgrywkach. Żaden klub nie spadł do 2. Bundesligi. Młodzieżowy zespół VCO Berlin niezależnie od zajętego miejsca uczestniczył wyłącznie w fazie zasadniczej i nie podlegał ostatecznej klasyfikacji.
Faza play-off

Faza play-off obejmowała ćwierćfinały, półfinały i finał.
Ćwierćfinały

Ćwierćfinałowe pary utworzone zostały na podstawie miejsc zajętych przez poszczególne zespoły w fazie zasadniczej według klucza:
- para 1: 1–8;
- para 2: 2–7;
- para 3: 3–6;
- para 4: 4–5.

Rywalizacja w parach toczyła się do dwóch zwycięstw ze zmianą gospodarza po każdym spotkaniu. Co do zasady gospodarzem pierwszego meczu w parze był zespół, który zajął wyższe miejsce w fazie zasadniczej, chyba że drużyny zdecydowały o innej kolejności.
Półfinały

Pary półfinałowe powstały według klucza:
- para 1: zwycięzca w ćwierćfinałowej parze 1 – zwycięzca w ćwierćfinałowej parze 4;
- para 1: zwycięzca w ćwierćfinałowej parze 2 – zwycięzca w ćwierćfinałowej parze 3.

Rywalizacja toczyła się do trzech zwycięstw ze zmianą gospodarza po każdym spotkaniu. Gospodarzem pierwszego meczu w parze był zespół, który zajął wyższe miejsce w fazie zasadniczej.
Finał
W finale fazy play-off wyłaniającym mistrza Niemiec uczestniczyli zwycięzcy w parach półfinałowych. Rywalizacja toczyła się do trzech zwycięstw ze zmianą gospodarza po każdym spotkaniu. Gospodarzem pierwszego meczu w parze był zespół, który zajął wyższe miejsce w fazie zasadniczej.

## Drużyny uczestniczące
W 1. Bundeslidze w sezonie 2024/2025 uczestniczyło 13 drużyn. Do najwyższej klasy rozgrywkowej dołączył młodzieżowy zespół VCO Berlin, który w poprzednim sezonie grał w 2. Bundeslidze Nord.
| 1. Bundesliga 2024/2025 | 1. Bundesliga 2024/2025 | 1. Bundesliga 2024/2025 |                  |
| --- | ----------------------- | ----------------------- | ---------------- |
| Berlin Recycling Volleys | 1                       | mistrzostwo             | Liga Mistrzów    |
| VfB Friedrichshafen | 3                       | finał                   | Puchar CEV       |
| Helios Grizzlys Giesen | 2                       | półfinał                | Liga Mistrzów    |
| SVG Lüneburg | 4                       | półfinał                | Liga Mistrzów    |
| WWK Volleys Herrsching | 5                       | ćwierćfinał             | Puchar Challenge |
| SWD powervolleys Düren | 6                       | ćwierćfinał             |                  |
| VC Bitterfeld-Wolfen | 7                       | ćwierćfinał             |                  |
| Baden Volleys SSC Karlsruhe | 8                       | ćwierćfinał             |                  |
| ASV Dachau | 9                       | —                       |                  |
| FT 1844 Freiburg | 10                      | —                       |                  |
| TSV Haching München | 11                      | —                       |                  |
| Energiequelle Netzhoppers KW | 12                      | —                       |                  |
| Dołączenie z 2. Bundesligi Nord |                         |                         |                  |
| VCO Berlin | 13                      | —                       |                  |
| Oznaczenia: - kolumna druga – miejsce zajęte przez daną drużynę w poprzednim sezonie w fazie zasadniczej lub w 2. Bundeslidze, - kolumna trzecia – osiągnięcie danej drużyny w fazie play-off. |                         |                         |                  |

## Hale sportowe
| Drużyna                      | Hala sportowa            | Miejscowość            | *     |
| ---------------------------- | ------------------------ | ---------------------- | ----- |
| ASV Dachau                   | Georg-Scherer-Halle      | Dachau                 | [ a ] |
| ASV Dachau                   | FOS/BOS Unterschleißheim | Unterschleißheim       | [ a ] |
| Baden Volleys SSC Karlsruhe  | Lina-Radke-Halle         | Karlsruhe              |       |
| Berlin Recycling Volleys     | Max-Schmeling-Halle      | Berlin                 |       |
| Energiequelle Netzhoppers KW | Paul-Dinter-Halle        | Königs Wusterhausen    |       |
| FT 1844 Freiburg             | Act-Now-Halle            | Fryburg Bryzgowijski   |       |
| Helios Grizzlys Giesen       | Volksbank-Arena          | Hildesheim             |       |
| SVG Lüneburg                 | LKH Arena                | Lüneburg               |       |
| SWD powervolleys Düren       | Arena Kreis Düren        | Düren                  |       |
| TSV Haching München          | Geothermie Arena         | Unterhaching           |       |
| VC Bitterfeld-Wolfen         | Bernsteinhalle           | Muldestausee           | [ b ] |
| VC Bitterfeld-Wolfen         | Anhalt Arena Dessau      | Dessau-Roßlau          | [ b ] |
| VCO Berlin                   | Sportforum Berlin        | Berlin                 |       |
| VfB Friedrichshafen          | Spacetech Arena          | Friedrichshafen        |       |
| WWK Volleys Herrsching       | BMW Park                 | Monachium              | [ c ] |
| WWK Volleys Herrsching       | Nikolaushalle            | Herrsching am Ammersee | [ c ] |
| Źródło:                      |                          |                        |       |

| ASV DachauBaden Volleys SSC KarlsruheBerlin Recycling VolleysEnergiequelle Netzhoppers KWFT 1844 FreiburgHelios Grizzlys GiesenSVG LüneburgSWD powervolleys DürenTSV Haching MünchenVC Bitterfeld-WolfenVfB FriedrichshafenWWK Volleys HerrschingVCO Berlin Lokalizacja głównych obiektów sportowych |

## Trenerzy
| Drużyna                      | Trener             | Asystent trenera                                  | *      |
| ---------------------------- | ------------------ | ------------------------------------------------- | ------ |
| ASV Dachau                   | Patrick Steuerwald | Sven Lehmann                                      | [ 13 ] |
| Baden Volleys SSC Karlsruhe  | Antonio Bonelli    | Alessandro Manfrin Joachim Greiner                | [ 14 ] |
| Berlin Recycling Volleys     | Joel Banks         | Markus Steuerwald                                 | [ 15 ] |
| Energiequelle Netzhoppers KW | Liam Sketcher      | Jonas Faust                                       | [ 16 ] |
| FT 1844 Freiburg             | Jakob Schönhagen   | Wolfgang Beck                                     | [ 17 ] |
| Helios Grizzlys Giesen       | Itamar Stein       | Aitor Barreros Stefan Urbanek                     | [ 18 ] |
| SVG Lüneburg                 | Stefan Hübner      | Bernd Schlesinger                                 | [ 19 ] |
| SWD powervolleys Düren       | Christophe Achten  | Pieter Verhees Björn-Arne Alber                   | [ 20 ] |
| TSV Haching München          | Mircea Dudaș       | Stanislav Pochop                                  | [ 21 ] |
| VC Bitterfeld-Wolfen         | Ruben Wolochin     | Lukas Thielemann                                  | [ 22 ] |
| VCO Berlin                   | Grzegorz Ryś       | Andreas Nestke                                    | [ 23 ] |
| VfB Friedrichshafen          | Adam Swaczyna      | Damian Musiak                                     | [ 24 ] |
| WWK Volleys Herrsching       | Thomas Ranner      | Maximilian Hauser Uwe Lindemann Niels Ringenaldus | [ 25 ] |

### Zmiany trenerów
| Klub                         | Były trener                                            | Data odejścia           | Nowy trener       | Data przyjścia          | *            |
| ---------------------------- | ------------------------------------------------------ | ----------------------- | ----------------- | ----------------------- | ------------ |
| Przed sezonem                |                                                        |                         |                   |                         |              |
| Energiequelle Netzhoppers KW | Alejandro Kolevich                                     | koniec sezonu 2023/2024 | Liam Sketcher     | przed sezonem 2024/2025 | [ 26 ]       |
| SWD powervolleys Düren       | Björn-Arne Alber (p.o.) Tomáš Kocian-Falkenbach (p.o.) | koniec sezonu 2023/2024 | Christophe Achten | przed sezonem 2024/2025 | [ 27 ] [ d ] |
| VC Bitterfeld-Wolfen         | Lukas Thielemann (p.o.)                                | koniec sezonu 2023/2024 | Ruben Wolochin    | przed sezonem 2024/2025 | [ 28 ] [ e ] |
| VfB Friedrichshafen          | Mark Lebedew                                           | koniec sezonu 2023/2024 | Adam Swaczyna     | przed sezonem 2024/2025 | [ 29 ]       |

## Faza zasadnicza

### Tabela wyników
| Gospodarz \ Gość1            | BER | FRI | GIE | LÜN | HER | DÜR | BIT | KRL | DAC | FRB | HAC | NKW | VCO |
| ---------------------------- | --- | --- | --- | --- | --- | --- | --- | --- | --- | --- | --- | --- | --- |
| Berlin Recycling Volleys     | -   | 3:1 | 3:0 | 3:0 | 3:0 | 3:0 | 3:0 | 3:0 | 3:0 | 3:0 | 3:0 | 3:0 | 3:0 |
| VfB Friedrichshafen          | 1:3 | -   | 3:0 | 2:3 | 3:0 | 3:0 | 3:0 | 3:0 | 3:0 | 3:0 | 3:1 | 3:0 | 3:0 |
| Helios Grizzlys Giesen       | 1:3 | 3:0 | -   | 1:3 | 1:3 | 2:3 | 3:0 | 3:0 | 3:0 | 3:1 | 3:0 | 3:1 | 3:1 |
| SVG Lüneburg                 | 3:2 | 3:1 | 3:2 | -   | 0:3 | 3:0 | 3:0 | 3:1 | 3:1 | 3:1 | 3:1 | 3:1 | 3:0 |
| WWK Volleys Herrsching       | 0:3 | 2:3 | 2:3 | 0:3 | -   | 3:2 | 3:0 | 3:1 | 3:0 | 3:1 | 3:0 | 3:1 | 3:0 |
| SWD powervolleys Düren       | 0:3 | 0:3 | 2:3 | 3:2 | 3:2 | -   | 3:0 | 3:0 | 3:1 | 3:0 | 3:0 | 3:1 | 3:1 |
| VC Bitterfeld-Wolfen         | 0:3 | 0:3 | 1:3 | 0:3 | 0:3 | 0:3 | -   | 3:0 | 2:3 | 2:3 | 2:3 | 0:3 | 3:2 |
| Baden Volleys SSC Karlsruhe  | 1:3 | 1:3 | 0:3 | 0:3 | 3:2 | 0:3 | 3:0 | -   | 3:1 | 0:3 | 3:0 | 0:3 | 3:0 |
| ASV Dachau                   | 0:3 | 0:3 | 0:3 | 1:3 | 0:3 | 2:3 | 3:1 | 2:3 | -   | 0:3 | 2:3 | 3:1 | 3:1 |
| FT 1844 Freiburg             | 0:3 | 3:1 | 3:2 | 0:3 | 0:3 | 3:0 | 3:0 | 3:0 | 3:0 | -   | 3:0 | 3:0 | 3:0 |
| TSV Haching München          | 0:3 | 0:3 | 0:3 | 0:3 | 1:3 | 1:3 | 3:2 | 3:2 | 3:0 | 0:3 | -   | 3:2 | 3:2 |
| Energiequelle Netzhoppers KW | 0:3 | 2:3 | 2:3 | 0:3 | 0:3 | 0:3 | 3:2 | 3:2 | 3:1 | 3:2 | 3:0 | -   | 3:0 |
| VCO Berlin                   | 0:3 | 0:3 | 0:3 | 0:3 | 0:3 | 0:3 | 1:3 | 3:1 | 1:3 | 0:3 | 0:3 | 0:3 | -   |

Źródło: 
1 Drużyna gospodarzy jest wymieniona po lewej stronie tabeli.
Uwagi: Oba mecze między klubami VCO Berlin i Berlin Recycling Volleys odbyły się w Sportforum Berlin.
Kolory:
  zwycięstwo gospodarzy 3:0 lub 3:1
  zwycięstwo gospodarzy 3:2
  zwycięstwo gości 3:0 lub 3:1
  zwycięstwo gości 3:2

### Terminarz i wyniki spotkań
| WYNIKI SPOTKAŃ | WYNIKI SPOTKAŃ | WYNIKI SPOTKAŃ               | WYNIKI SPOTKAŃ                          | WYNIKI SPOTKAŃ               | WYNIKI SPOTKAŃ           | WYNIKI SPOTKAŃ | WYNIKI SPOTKAŃ     | WYNIKI SPOTKAŃ |
| Data | Godz.          | Gospodarz                    | Rezultat                                | Gość                         | Hala sportowa            | Widzów         | MVP                | *              |
| --- | -------------- | ---------------------------- | --------------------------------------- | ---------------------------- | ------------------------ | -------------- | ------------------ | -------------- |
| TYDZIEŃ 1 |                |                              |                                         |                              |                          |                |                    |                |
| 20.09.2024 | 20:00          | VfB Friedrichshafen          | 3:0 (31:29, 25:23, 25:16)               | ASV Dachau                   | Spacetech Arena          | 918            | Marcus Böhme       | [ 31 ]         |
| 21.09.2024 | 18:00          | Berlin Recycling Volleys     | 3:0 (25:16, 26:24, 25:21)               | Helios Grizzlys Giesen       | Max-Schmeling-Halle      | 5120           | Jake Hanes         | [ 32 ]         |
| 21.09.2024 | 19:00          | VC Bitterfeld-Wolfen         | 2:3 (25:20, 23:25, 25:21, 23:25, 9:15)  | FT 1844 Freiburg             | Bernsteinhalle           | 250            | Yannick Harms      | [ 33 ]         |
| 21.09.2024 | 20:00          | Baden Volleys SSC Karlsruhe  | 3:2 (18:25, 20:25, 25:22, 25:23, 16:14) | WWK Volleys Herrsching       | Lina-Radke-Halle         | 647            | Jannik Brentel     | [ 34 ]         |
| 22.09.2024 | 16:00          | SWD powervolleys Düren       | 3:2 (25:20, 25:21, 20:25, 18:25, 15:13) | SVG Lüneburg                 | Arena Kreis Düren        | 1750           | Michael Andrei     | [ 35 ]         |
| 22.09.2024 | 17:00          | VCO Berlin                   | 0:3 (19:25, 21:25, 15:25)               | Helios Grizzlys Giesen       | Sportforum Berlin        | 78             | Ethan Champlin     | [ 36 ]         |
| TYDZIEŃ 2 |                |                              |                                         |                              |                          |                |                    |                |
| 27.09.2024 | 20:00          | WWK Volleys Herrsching       | 0:3 (18:25, 21:25, 23:25)               | Berlin Recycling Volleys     | BMW Park                 | 1797           | Johannes Tille     | [ 37 ]         |
| 28.09.2024 | 18:00          | ASV Dachau                   | 2:3 (13:25, 22:25, 25:22, 25:21, 9:15)  | SWD powervolleys Düren       | Georg-Scherer-Halle      | 327            | Matthew Slivinski  | [ 38 ]         |
| 28.09.2024 | 19:00          | WWK Volleys Herrsching       | 3:0 (25:16, 25:23, 25:17)               | VCO Berlin                   | BMW Park                 | 750            | Jannes Wiesner     | [ 39 ]         |
| 28.09.2024 | 20:00          | FT 1844 Freiburg             | 3:0 (25:16, 25:22, 25:21)               | Energiequelle Netzhoppers KW | Act-Now-Halle            | 1375           | Kevin Kobrine      | [ 40 ]         |
| 29.09.2024 | 15:00          | TSV Haching München          | 3:2 (23:25, 20:25, 25:23, 25:21, 15:10) | Baden Volleys SSC Karlsruhe  | Geothermie Arena         | 463            | Marko Milovanović  | [ 41 ]         |
| 29.09.2024 | 16:00          | ASV Dachau                   | 3:1 (24:26, 25:20, 25:16, 25:16)        | VCO Berlin                   | Georg-Scherer-Halle      | 200            | Fabian Bergmoser   | [ 42 ]         |
| 29.09.2024 | 17:00          | SVG Lüneburg                 | 3:0 (25:21, 25:16, 25:20)               | VC Bitterfeld-Wolfen         | LKH Arena                | 2453           | Simon Torwie       | [ 43 ]         |
| TYDZIEŃ 3 |                |                              |                                         |                              |                          |                |                    |                |
| 2.10.2024 | 19:00          | Helios Grizzlys Giesen       | 3:0 (25:17, 25:19, 25:18)               | VfB Friedrichshafen          | Volksbank-Arena          | 2054           | Mark Rura          | [ 44 ]         |
| 4.10.2024 | 20:00          | Energiequelle Netzhoppers KW | 0:3 (23:25, 16:25, 19:25)               | SVG Lüneburg                 | Paul-Dinter-Halle        | 628            | Michael Wright     | [ 45 ]         |
| 5.10.2024 | 18:00          | VCO Berlin                   | 0:3 (21:25, 17:25, 16:25)               | SVG Lüneburg                 | Sportforum Berlin        | 145            | Xander Ketrzynski  | [ 46 ]         |
| 5.10.2024 | 19:00          | SWD powervolleys Düren       | 2:3 (21:25, 25:21, 16:25, 25:21, 12:15) | Helios Grizzlys Giesen       | Arena Kreis Düren        | 1300           | Niklas Breilin     | [ 47 ]         |
| 5.10.2024 | 20:00          | VfB Friedrichshafen          | 3:0 (25:20, 25:21, 25:17)               | WWK Volleys Herrsching       | Spacetech Arena          | 1000           | Jackson Young      | [ 48 ]         |
| 6.10.2024 | 15:00          | Baden Volleys SSC Karlsruhe  | 1:3 (17:25, 26:28, 25:18, 22:25)        | Berlin Recycling Volleys     | Lina-Radke-Halle         | 1211           | Johannes Tille     | [ 49 ]         |
| 6.10.2024 | 16:00          | VC Bitterfeld-Wolfen         | 2:3 (25:18, 20:25, 25:21, 21:25, 12:15) | ASV Dachau                   | Bernsteinhalle           | 230            | Matthew Slivinski  | [ 50 ]         |
| 6.10.2024 | 17:00          | TSV Haching München          | 0:3 (13:25, 23:25, 24:26)               | FT 1844 Freiburg             | Geothermie Arena         | 837            | Kevin Kobrine      | [ 51 ]         |
| TYDZIEŃ 4 |                |                              |                                         |                              |                          |                |                    |                |
| 11.10.2024 | 20:00          | FT 1844 Freiburg             | 3:0 (25:21, 25:22, 25:21)               | Baden Volleys SSC Karlsruhe  | Act-Now-Halle            | 1500           | Kevin Kobrine      | [ 52 ]         |
| 12.10.2024 | 18:00          | Berlin Recycling Volleys     | 3:1 (25:22, 19:25, 25:22, 26:24)        | VfB Friedrichshafen          | Max-Schmeling-Halle      | 6336           | Johannes Tille     | [ 53 ]         |
| 12.10.2024 | 19:00          | SVG Lüneburg                 | 3:1 (18:25, 25:23, 25:17, 25:18)        | TSV Haching München          | LKH Arena                | 2692           | Theo Mohwinkel     | [ 54 ]         |
| 12.10.2024 | 20:00          | Helios Grizzlys Giesen       | 3:0 (25:8, 28:26, 25:17)                | VC Bitterfeld-Wolfen         | Volksbank-Arena          | 1503           | Ethan Champlin     | [ 55 ]         |
| 12.10.2024 | 20:00          | WWK Volleys Herrsching       | 3:2 (21:25, 25:20, 24:26, 25:19, 15:11) | SWD powervolleys Düren       | BMW Park                 | 700            | Laurenz Welsch     | [ 56 ]         |
| 13.10.2024 | 15:00          | ASV Dachau                   | 3:1 (25:15, 23:25, 25:22, 26:24)        | Energiequelle Netzhoppers KW | Georg-Scherer-Halle      | 330            | Agustín Gallardo   | [ 57 ]         |
| 13.10.2024 | 16:45          | VCO Berlin                   | 0:3 (16:25, 17:25, 20:25)               | VfB Friedrichshafen          | Sportforum Berlin        | 115            | Simon Kohn         | [ 58 ]         |
| TYDZIEŃ 5 |                |                              |                                         |                              |                          |                |                    |                |
| 19.10.2024 | 18:00          | Energiequelle Netzhoppers KW | 2:3 (25:23, 22:25, 23:25, 25:23, 10:15) | Helios Grizzlys Giesen       | Paul-Dinter-Halle        | 415            | Mark Rura          | [ 59 ]         |
| 19.10.2024 | 19:00          | SWD powervolleys Düren       | 0:3 (17:25, 23:25, 12:25)               | Berlin Recycling Volleys     | Arena Kreis Düren        | 2014           | Johannes Tille     | [ 60 ]         |
| 19.10.2024 | 20:00          | FT 1844 Freiburg             | 0:3 (22:25, 22:25, 19:25)               | SVG Lüneburg                 | Act-Now-Halle            | 1500           | Theo Mohwinkel     | [ 61 ]         |
| 20.10.2024 | 16:00          | VC Bitterfeld-Wolfen         | 0:3 (16:25, 21:25, 21:25)               | WWK Volleys Herrsching       | Bernsteinhalle           | 300            | Eric Burggräf      | [ 62 ]         |
| 20.10.2024 | 17:00          | Baden Volleys SSC Karlsruhe  | 1:3 (17:25, 25:23, 12:25, 15:25)        | VfB Friedrichshafen          | Lina-Radke-Halle         | 1007           | Michał Superlak    | [ 63 ]         |
| 20.10.2024 | 17:00          | Energiequelle Netzhoppers KW | 3:0 (25:19, 25:10, 25:18)               | VCO Berlin                   | Paul-Dinter-Halle        | 462            | Theo Timmermann    | [ 64 ]         |
| TYDZIEŃ 6 |                |                              |                                         |                              |                          |                |                    |                |
| 25.10.2024 | 20:00          | WWK Volleys Herrsching       | 3:1 (25:23, 25:19, 25:27, 25:23)        | Energiequelle Netzhoppers KW | BMW Park                 | 850            | Norbert Engemann   | [ 65 ]         |
| 26.10.2024 | 18:00          | VCO Berlin                   | 1:3 (17:25, 22:25, 28:26, 19:25)        | VC Bitterfeld-Wolfen         | Sportforum Berlin        | 125            | Pascal Eichler     | [ 66 ]         |
| 26.10.2024 | 19:00          | ASV Dachau                   | 0:3 (22:25, 21:25, 19:25)               | FT 1844 Freiburg             | Georg-Scherer-Halle      | 350            | Fabian Hosch       | [ 67 ]         |
| 26.10.2024 | 20:00          | Helios Grizzlys Giesen       | 3:0 (25:14, 26:24, 25:21)               | TSV Haching München          | Volksbank-Arena          | 1483           | Ethan Champlin     | [ 68 ]         |
| 27.10.2024 | 15:00          | VCO Berlin                   | 0:3 (11:25, 22:25, 21:25)               | Berlin Recycling Volleys     | Sportforum Berlin        | 550            | Matthew Knigge     | [ 69 ]         |
| 27.10.2024 | 16:00          | SVG Lüneburg                 | 3:1 (25:16, 23:25, 25:21, 25:13)        | Baden Volleys SSC Karlsruhe  | LKH Arena                | 2708           | Oskar Espeland     | [ 70 ]         |
| 27.10.2024 | 17:00          | VfB Friedrichshafen          | 3:0 (25:19, 25:19, 29:27)               | SWD powervolleys Düren       | Spacetech Arena          | 1000           | Ivan Zeljković     | [ 71 ]         |
| TYDZIEŃ 7 |                |                              |                                         |                              |                          |                |                    |                |
| 29.10.2024 | 19:00          | TSV Haching München          | 3:0 (25:21, 25:22, 25:21)               | ASV Dachau                   | Geothermie Arena         | 879            | Moritz Eckardt     | [ 72 ]         |
| 30.10.2024 | 19:00          | Berlin Recycling Volleys     | 3:0 (25:19, 25:21, 25:14)               | VC Bitterfeld-Wolfen         | Max-Schmeling-Halle      | 4071           | Kyle Dagostino     | [ 73 ]         |
| 1.11.2024 | 19:00          | TSV Haching München          | 1:3 (28:26, 19:25, 19:25, 18:25)        | WWK Volleys Herrsching       | Geothermie Arena         | 856            | Filip John         | [ 74 ]         |
| 1.11.2024 | 20:00          | FT 1844 Freiburg             | 3:2 (25:20, 25:23, 20:25, 17:25, 20:18) | Helios Grizzlys Giesen       | Act-Now-Halle            | 1500           | Charlie Figy       | [ 75 ]         |
| 2.11.2024 | 18:00          | Energiequelle Netzhoppers KW | 0:3 (12:25, 18:25, 19:25)               | Berlin Recycling Volleys     | Paul-Dinter-Halle        | 928            | Nehemiah Mote      | [ 76 ]         |
| 2.11.2024 | 19:00          | Baden Volleys SSC Karlsruhe  | 0:3 (20:25, 22:25, 24:26)               | SWD powervolleys Düren       | Lina-Radke-Halle         | 711            | Matthew Neaves     | [ 77 ]         |
| 2.11.2024 | 20:00          | FT 1844 Freiburg             | 3:0 (25:16, 25:14, 25:20)               | VCO Berlin                   | Act-Now-Halle            | 1100           | Timothy McIntosh   | [ 78 ]         |
| 3.11.2024 | 16:00          | VC Bitterfeld-Wolfen         | 0:3 (20:25, 18:25, 19:25)               | VfB Friedrichshafen          | Bernsteinhalle           | 350            | Michał Superlak    | [ 79 ]         |
| 3.11.2024 | 17:00          | Baden Volleys SSC Karlsruhe  | 3:0 (25:15, 25:20, 25:17)               | VCO Berlin                   | Lina-Radke-Halle         | 580            | Alexander Benz     | [ 80 ]         |
| TYDZIEŃ 8 |                |                              |                                         |                              |                          |                |                    |                |
| 6.11.2024 | 18:00          | Energiequelle Netzhoppers KW | 3:0 (26:24, 25:13, 25:23)               | TSV Haching München          | Paul-Dinter-Halle        | 416            | Hannes Gerken      | [ 81 ]         |
| 6.11.2024 | 19:00          | SVG Lüneburg                 | 3:1 (22:25, 25:14, 25:19, 25:17)        | ASV Dachau                   | LKH Arena                | 2269           | Lorenz Karlitzek   | [ 82 ]         |
| TYDZIEŃ 9 |                |                              |                                         |                              |                          |                |                    |                |
| 16.11.2024 | 18:00          | Berlin Recycling Volleys     | 3:0 (25:15, 25:20, 25:17)               | TSV Haching München          | Max-Schmeling-Halle      | 4082           | Daniel Malescha    | [ 83 ]         |
| 16.11.2024 | 19:00          | ASV Dachau                   | 2:3 (16:25, 25:23, 29:27, 20:25, 14:16) | Baden Volleys SSC Karlsruhe  | Georg-Scherer-Halle      | 300            | Mika Takano        | [ 84 ]         |
| 16.11.2024 | 19:00          | WWK Volleys Herrsching       | 3:1 (25:22, 25:19, 23:25, 25:21)        | FT 1844 Freiburg             | Nikolaushalle            | 900            | Filip John         | [ 85 ]         |
| 16.11.2024 | 20:00          | Helios Grizzlys Giesen       | 1:3 (15:25, 25:22, 22:25, 18:25)        | SVG Lüneburg                 | Volksbank-Arena          | 2522           | Theo Mohwinkel     | [ 86 ]         |
| 17.11.2024 | 16:00          | SWD powervolleys Düren       | 3:0 (25:20, 25:14, 25:19)               | VC Bitterfeld-Wolfen         | Arena Kreis Düren        | 1500           | Matthew Neaves     | [ 87 ]         |
| 17.11.2024 | 17:00          | VfB Friedrichshafen          | 3:0 (25:20, 25:22, 25:23)               | Energiequelle Netzhoppers KW | Spacetech Arena          | 1000           | Simon Kohn         | [ 88 ]         |
| 17.11.2024 | 17:00          | VCO Berlin                   | 0:3 (18:25, 21:25, 14:25)               | TSV Haching München          | Sportforum Berlin        | 74             | Florian Krenkel    | [ 89 ]         |
| TYDZIEŃ 10 |                |                              |                                         |                              |                          |                |                    |                |
| 29.11.2024 | 19:00          | FT 1844 Freiburg             | 0:3 (21:25, 14:25, 20:25)               | Berlin Recycling Volleys     | Act-Now-Halle            | 1700           | Matthew Knigge     | [ 90 ]         |
| 29.11.2024 | 20:00          | Energiequelle Netzhoppers KW | 0:3 (20:25, 18:25, 22:25)               | SWD powervolleys Düren       | Paul-Dinter-Halle        | 456            | Robin Baghdady     | [ 91 ]         |
| 30.11.2024 | 18:00          | VCO Berlin                   | 0:3 (20:25, 12:25, 20:25)               | SWD powervolleys Düren       | Sportforum Berlin        | 52             | Siebe Korenblek    | [ 92 ]         |
| 30.11.2024 | 19:00          | SVG Lüneburg                 | 0:3 (20:25, 19:25, 18:25)               | WWK Volleys Herrsching       | LKH Arena                | 3002           | Eric Burggräf      | [ 93 ]         |
| 30.11.2024 | 20:00          | TSV Haching München          | 0:3 (14:25, 15:25, 17:25)               | VfB Friedrichshafen          | Geothermie Arena         | 508            | Ivan Zeljković     | [ 94 ]         |
| 1.12.2024 | 15:00          | ASV Dachau                   | 0:3 (22:25, 18:25, 17:25)               | Helios Grizzlys Giesen       | Georg-Scherer-Halle      | 200            | Hauke Wagner       | [ 95 ]         |
| 1.12.2024 | 17:00          | Baden Volleys SSC Karlsruhe  | 3:0 (26:24, 25:23, 25:22)               | VC Bitterfeld-Wolfen         | Lina-Radke-Halle         | 646            | Tobias Hosch       | [ 96 ]         |
| 1.12.2024 | 17:00          | VCO Berlin                   | 0:3 (17:25, 26:28, 21:25)               | Energiequelle Netzhoppers KW | Sportforum Berlin        | 112            | Charlie Peters     | [ 97 ]         |
| TYDZIEŃ 11 |                |                              |                                         |                              |                          |                |                    |                |
| 7.12.2024 | 18:00          | Berlin Recycling Volleys     | 3:0 (25:18, 25:18, 25:20)               | SVG Lüneburg                 | Max-Schmeling-Halle      | 4936           | Florian Krage      | [ 98 ]         |
| 7.12.2024 | 19:00          | Baden Volleys SSC Karlsruhe  | 0:3 (15:25, 18:25, 28:30)               | Helios Grizzlys Giesen       | Lina-Radke-Halle         | 614            | Jan Röling         | [ 99 ]         |
| 7.12.2024 | 19:30          | VfB Friedrichshafen          | 3:0 (25:21, 25:19, 25:22)               | FT 1844 Freiburg             | Spacetech Arena          | 1000           | Simon Kohn         | [ 100 ]        |
| 7.12.2024 | 20:00          | WWK Volleys Herrsching       | 3:0 (25:19, 25:20, 25:15)               | ASV Dachau                   | Nikolaushalle            | 850            | Keisuke Matsuo     | [ 101 ]        |
| 8.12.2024 | 16:00          | SWD powervolleys Düren       | 3:0 (25:15, 25:19, 25:23)               | TSV Haching München          | Arena Kreis Düren        | 1273           | Matthew Neaves     | [ 102 ]        |
| 8.12.2024 | 17:00          | VC Bitterfeld-Wolfen         | 0:3 (17:25, 16:25, 20:25)               | Energiequelle Netzhoppers KW | Bernsteinhalle           | 300            | Linus Engelmann    | [ 103 ]        |
| TYDZIEŃ 12 |                |                              |                                         |                              |                          |                |                    |                |
| 13.12.2024 | 20:00          | SVG Lüneburg                 | 3:1 (25:20, 29:27, 23:25, 25:21)        | VfB Friedrichshafen          | LKH Arena                | 3200           | Oskar Espeland     | [ 104 ]        |
| 14.12.2024 | 19:00          | Helios Grizzlys Giesen       | 1:3 (21:25, 25:20, 15:25, 19:25)        | WWK Volleys Herrsching       | Volksbank-Arena          | 1850           | Jannes Wiesner     | [ 105 ]        |
| 14.12.2024 | 20:00          | FT 1844 Freiburg             | 3:0 (29:27, 26:24, 25:15)               | SWD powervolleys Düren       | Act-Now-Halle            | 1500           | Kevin Kobrine      | [ 106 ]        |
| 15.12.2024 | 15:00          | ASV Dachau                   | 0:3 (18:25, 22:25, 20:25)               | Berlin Recycling Volleys     | Georg-Scherer-Halle      | 450            | Moritz Reichert    | [ 107 ]        |
| 15.12.2024 | 16:00          | TSV Haching München          | 3:2 (25:21, 25:19, 23:25, 27:29, 15:9)  | VC Bitterfeld-Wolfen         | Geothermie Arena         | 542            | Lukas Salimi       | [ 108 ]        |
| 15.12.2024 | 17:00          | Energiequelle Netzhoppers KW | 3:2 (21:25, 25:22, 25:14, 17:25, 15:12) | Baden Volleys SSC Karlsruhe  | Paul-Dinter-Halle        | 553            | Bastian Korreck    | [ 109 ]        |
| TYDZIEŃ 13 |                |                              |                                         |                              |                          |                |                    |                |
| 21.12.2024 | 18:00          | SVG Lüneburg                 | 3:0 (25:18, 25:21, 25:20)               | SWD powervolleys Düren       | LKH Arena                | 3200           | Gage Worsley       | [ 110 ]        |
| 21.12.2024 | 19:00          | ASV Dachau                   | 0:3 (14:25, 11:25, 21:25)               | VfB Friedrichshafen          | FOS/BOS Unterschleißheim | 600            | Wessel Keemink     | [ 111 ]        |
| 21.12.2024 | 20:00          | Helios Grizzlys Giesen       | 1:3 (25:22, 20:25, 20:25, 25:27)        | Berlin Recycling Volleys     | Volksbank-Arena          | 2625           | Jake Hanes         | [ 112 ]        |
| 22.12.2024 | 16:00          | FT 1844 Freiburg             | 3:0 (25:13, 25:16, 25:23)               | VC Bitterfeld-Wolfen         | Act-Now-Halle            | 1500           | Timothy McIntosh   | [ 113 ]        |
| 22.12.2024 | 17:00          | TSV Haching München          | 3:2 (25:15, 23:25, 25:20, 15:25, 15:13) | Energiequelle Netzhoppers KW | Geothermie Arena         | 638            | Linus Engelmann    | [ 114 ]        |
| TYDZIEŃ 14 |                |                              |                                         |                              |                          |                |                    |                |
| 28.12.2024 | 18:00          | Energiequelle Netzhoppers KW | 3:2 (22:25, 25:15, 25:17, 15:25, 15:11) | FT 1844 Freiburg             | Paul-Dinter-Halle        | 723            | Yann Böhme         | [ 115 ]        |
| 28.12.2024 | 19:00          | VC Bitterfeld-Wolfen         | 0:3 (18:25, 23:25, 19:25)               | SVG Lüneburg                 | Anhalt Arena             | 1700           | Lorenz Karlitzek   | [ 116 ]        |
| 28.12.2024 | 20:00          | VfB Friedrichshafen          | 3:0 (25:21, 25:22, 25:18)               | Helios Grizzlys Giesen       | Spacetech Arena          | 1000           | Michał Superlak    | [ 117 ]        |
| 29.12.2024 | 15:00          | Berlin Recycling Volleys     | 3:0 (25:17, 25:21, 25:18)               | WWK Volleys Herrsching       | Max-Schmeling-Halle      | 5830           | Nehemiah Mote      | [ 118 ]        |
| 29.12.2024 | 16:00          | SWD powervolleys Düren       | 3:1 (25:23, 25:20, 26:28, 25:16)        | ASV Dachau                   | Arena Kreis Düren        | 2200           | Robin Baghdady     | [ 119 ]        |
| 29.12.2024 | 17:00          | Baden Volleys SSC Karlsruhe  | 3:0 (25:20, 25:15, 25:17)               | TSV Haching München          | Lina-Radke-Halle         | 1204           | Alexander Benz     | [ 120 ]        |
| TYDZIEŃ 15 |                |                              |                                         |                              |                          |                |                    |                |
| 4.01.2025 | 19:00          | WWK Volleys Herrsching       | 3:1 (25:18, 19:25, 25:20, 25:22)        | Baden Volleys SSC Karlsruhe  | Nikolaushalle            | 800            | Eric Burggräf      | [ 121 ]        |
| 5.01.2025 | 16:00          | SVG Lüneburg                 | 3:0 (25:23, 25:13, 25:18)               | VCO Berlin                   | LKH Arena                | 3017           | Gage Worsley       | [ 122 ]        |
| TYDZIEŃ 16 |                |                              |                                         |                              |                          |                |                    |                |
| 10.01.2025 | 19:00          | VCO Berlin                   | 3:1 (19:25, 25:22, 25:18, 25:23)        | Baden Volleys SSC Karlsruhe  | Sportforum Berlin        | 68             | Tom Borchert       | [ 123 ]        |
| 10.01.2025 | 20:00          | WWK Volleys Herrsching       | 2:3 (26:24, 19:25, 20:25, 25:21, 12:15) | VfB Friedrichshafen          | BMW Park                 | 2402           | Daniel Gruvaeus    | [ 124 ]        |
| 11.01.2025 | 16:30          | Berlin Recycling Volleys     | 3:0 (25:10, 25:20, 25:23)               | Baden Volleys SSC Karlsruhe  | Max-Schmeling-Halle      | 5125           | Jake Hanes         | [ 125 ]        |
| 11.01.2025 | 19:00          | Helios Grizzlys Giesen       | 2:3 (25:19, 25:22, 20:25, 21:25, 11:15) | SWD powervolleys Düren       | Volksbank-Arena          | 1862           | Michiel Ahyi       | [ 126 ]        |
| 11.01.2025 | 20:00          | FT 1844 Freiburg             | 3:0 (25:22, 25:22, 25:18)               | TSV Haching München          | Act-Now-Halle            | 1550           | Kevin Kobrine      | [ 127 ]        |
| 12.01.2025 | 16:00          | ASV Dachau                   | 3:1 (25:15, 25:13, 22:25, 25:23)        | VC Bitterfeld-Wolfen         | Georg-Scherer-Halle      | 450            | Fabian Bergmoser   | [ 128 ]        |
| 12.01.2025 | 17:00          | SVG Lüneburg                 | 3:1 (25:16, 22:25, 25:18, 25:20)        | Energiequelle Netzhoppers KW | LKH Arena                | 2839           | Blake Leeson       | [ 129 ]        |
| TYDZIEŃ 17 |                |                              |                                         |                              |                          |                |                    |                |
| 17.01.2025 | 20:00          | Baden Volleys SSC Karlsruhe  | 0:3 (15:25, 18:25, 29:31)               | FT 1844 Freiburg             | Lina-Radke-Halle         | 1308           | Yannick Harms      | [ 130 ]        |
| 18.01.2025 | 18:00          | Energiequelle Netzhoppers KW | 3:1 (25:21, 23:25, 25:21, 25:18)        | ASV Dachau                   | Paul-Dinter-Halle        | 719            | Theo Timmermann    | [ 131 ]        |
| 18.01.2025 | 19:00          | VfB Friedrichshafen          | 1:3 (25:20, 18:25, 19:25, 24:26)        | Berlin Recycling Volleys     | Spacetech Arena          | 1000           | Kyle Dagostino     | [ 132 ]        |
| 18.01.2025 | 20:00          | TSV Haching München          | 0:3 (22:25, 16:25, 17:25)               | SVG Lüneburg                 | Geothermie Arena         | 735            | Blake Leeson       | [ 133 ]        |
| 19.01.2025 | 16:00          | SWD powervolleys Düren       | 3:2 (22:25, 21:25, 25:21, 25:18, 15:11) | WWK Volleys Herrsching       | Arena Kreis Düren        | 1523           | François Huetz     | [ 134 ]        |
| 19.01.2025 | 17:00          | VC Bitterfeld-Wolfen         | 1:3 (16:25, 8:25, 25:23, 17:25)         | Helios Grizzlys Giesen       | Bernsteinhalle           | 287            | Jori Mantha        | [ 135 ]        |
| 19.01.2025 | 17:00          | VCO Berlin                   | 1:3 (25:17, 17:25, 23:25, 13:25)        | ASV Dachau                   | Sportforum Berlin        | 58             | Niklas Uhl         | [ 136 ]        |
| TYDZIEŃ 18 |                |                              |                                         |                              |                          |                |                    |                |
| 22.01.2025 | 19:00          | Berlin Recycling Volleys     | 3:0 (25:20, 25:17, 25:22)               | VCO Berlin                   | Sportforum Berlin        | 425            | Daniel Malescha    | [ 137 ]        |
| 24.01.2025 | 20:00          | WWK Volleys Herrsching       | 3:0 (25:19, 27:25, 25:23)               | VC Bitterfeld-Wolfen         | BMW Park                 | 1000           | Keisuke Matsuo     | [ 138 ]        |
| 25.01.2025 | 18:00          | Berlin Recycling Volleys     | 3:0 (25:22, 25:16, 25:14)               | SWD powervolleys Düren       | Max-Schmeling-Halle      | 4137           | Moritz Reichert    | [ 139 ]        |
| 25.01.2025 | 19:00          | SVG Lüneburg                 | 3:1 (25:27, 25:20, 25:18, 25:15)        | FT 1844 Freiburg             | LKH Arena                | 3200           | Simon Torwie       | [ 140 ]        |
| 25.01.2025 | 20:00          | ASV Dachau                   | 2:3 (20:25, 19:25, 25:23, 25:22, 10:15) | TSV Haching München          | Georg-Scherer-Halle      | 450            | Agustín Gallardo   | [ 141 ]        |
| 25.01.2025 | 20:00          | Helios Grizzlys Giesen       | 3:1 (25:11, 25:12, 23:25, 25:19)        | VCO Berlin                   | Volksbank-Arena          | 1580           | Niklas Breilin     | [ 142 ]        |
| 26.01.2025 | 15:00          | VfB Friedrichshafen          | 3:0 (28:26, 25:19, 25:16)               | Baden Volleys SSC Karlsruhe  | Spacetech Arena          | 1000           | Simon Kohn         | [ 143 ]        |
| 26.01.2025 | 16:00          | Helios Grizzlys Giesen       | 3:1 (25:16, 25:21, 22:25, 25:21)        | Energiequelle Netzhoppers KW | Volksbank-Arena          | 1834           | Noah Baxpöhler     | [ 144 ]        |
| TYDZIEŃ 19 |                |                              |                                         |                              |                          |                |                    |                |
| 31.01.2025 | 20:00          | FT 1844 Freiburg             | 3:0 (25:22, 25:21, 25:17)               | ASV Dachau                   | Act-Now-Halle            | 1500           | Kevin Kobrine      | [ 145 ]        |
| 1.02.2025 | 18:00          | VC Bitterfeld-Wolfen         | 0:3 (20:25, 18:25, 20:25)               | Berlin Recycling Volleys     | Anhalt Arena             | 2013           | Daniel Malescha    | [ 146 ]        |
| 1.02.2025 | 18:00          | VCO Berlin                   | 0:3 (32:34, 23:25, 22:25)               | WWK Volleys Herrsching       | Sportforum Berlin        | 100            | Jannes Wiesner     | [ 147 ]        |
| 1.02.2025 | 19:00          | SWD powervolleys Düren       | 0:3 (22:25, 23:25, 17:25)               | VfB Friedrichshafen          | Arena Kreis Düren        | 1853           | Leonard Graven     | [ 148 ]        |
| 2.02.2025 | 15:00          | Energiequelle Netzhoppers KW | 0:3 (23:25, 21:25, 20:25)               | WWK Volleys Herrsching       | Paul-Dinter-Halle        | 762            | Jannes Wiesner     | [ 149 ]        |
| 2.02.2025 | 16:00          | TSV Haching München          | 0:3 (21:25, 22:25, 19:25)               | Helios Grizzlys Giesen       | Geothermie Arena         | 587            | Ethan Champlin     | [ 150 ]        |
| 2.02.2025 | 17:00          | Baden Volleys SSC Karlsruhe  | 0:3 (16:25, 10:25, 17:25)               | SVG Lüneburg                 | Lina-Radke-Halle         | 1026           | Simon Torwie       | [ 151 ]        |
| TYDZIEŃ 20 |                |                              |                                         |                              |                          |                |                    |                |
| 7.02.2025 | 20:00          | ASV Dachau                   | 1:3 (18:25, 14:25, 25:23, 18:25)        | SVG Lüneburg                 | Georg-Scherer-Halle      | 300            | Xander Ketrzynski  | [ 152 ]        |
| 8.02.2025 | 18:00          | Berlin Recycling Volleys     | 3:0 (25:21, 25:17, 25:22)               | Energiequelle Netzhoppers KW | Max-Schmeling-Halle      | 4047           | Moritz Reichert    | [ 153 ]        |
| 8.02.2025 | 19:00          | SWD powervolleys Düren       | 3:1 (23:25, 25:16, 25:19, 25:18)        | VCO Berlin                   | Arena Kreis Düren        | 1163           | Siebe Korenblek    | [ 154 ]        |
| 8.02.2025 | 20:00          | Helios Grizzlys Giesen       | 3:1 (25:27, 25:19, 25:15, 25:17)        | FT 1844 Freiburg             | Volksbank-Arena          | 1905           | Jan Röling         | [ 155 ]        |
| 8.02.2025 | 20:00          | WWK Volleys Herrsching       | 3:0 (25:18, 25:21, 25:22)               | TSV Haching München          | Nikolaushalle            | 958            | Jannes Wiesner     | [ 156 ]        |
| 9.02.2025 | 16:00          | SWD powervolleys Düren       | 3:0 (25:19, 25:19, 25:14)               | Baden Volleys SSC Karlsruhe  | Arena Kreis Düren        | 1430           | Matthew Neaves     | [ 157 ]        |
| 9.02.2025 | 17:00          | VfB Friedrichshafen          | 3:0 (25:20, 25:12, 25:15)               | VC Bitterfeld-Wolfen         | Spacetech Arena          | 1000           | José Massó         | [ 158 ]        |
| TYDZIEŃ 21 |                |                              |                                         |                              |                          |                |                    |                |
| 15.02.2025 | 18:00          | Energiequelle Netzhoppers KW | 2:3 (22:25, 26:24, 25:22, 22:25, 22:24) | VfB Friedrichshafen          | Paul-Dinter-Halle        | 620            | Theo Timmermann    | [ 159 ]        |
| 15.02.2025 | 19:00          | Baden Volleys SSC Karlsruhe  | 3:1 (25:18, 25:22, 21:25, 25:17)        | ASV Dachau                   | Lina-Radke-Halle         | 803            | Alexander Benz     | [ 160 ]        |
| 15.02.2025 | 19:00          | VC Bitterfeld-Wolfen         | 0:3 (15:25, 18:25, 20:25)               | SWD powervolleys Düren       | Bernsteinhalle           | 200            | François Huetz     | [ 161 ]        |
| 15.02.2025 | 20:00          | TSV Haching München          | 0:3 (16:25, 18:25, 16:25)               | Berlin Recycling Volleys     | Geothermie Arena         | 1014           | Ruben Schott       | [ 162 ]        |
| 16.02.2025 | 16:00          | FT 1844 Freiburg             | 0:3 (13:25, 23:25, 20:25)               | WWK Volleys Herrsching       | Act-Now-Halle            | 1500           | Jannes Wiesner     | [ 163 ]        |
| 16.02.2025 | 17:00          | SVG Lüneburg                 | 3:2 (25:18, 20:25, 25:23, 13:25, 15:12) | Helios Grizzlys Giesen       | LKH Arena                | 3200           | Xander Ketrzynski  | [ 164 ]        |
| TYDZIEŃ 22 |                |                              |                                         |                              |                          |                |                    |                |
| 21.02.2025 | 20:00          | VC Bitterfeld-Wolfen         | 3:0 (25:20, 25:20, 25:17)               | Baden Volleys SSC Karlsruhe  | Bernsteinhalle           | 210            | Thomas Heptinstall | [ 165 ]        |
| 22.02.2025 | 18:00          | Berlin Recycling Volleys     | 3:0 (25:13, 25:23, 25:22)               | FT 1844 Freiburg             | Max-Schmeling-Halle      | 4189           | Florian Krage      | [ 166 ]        |
| 22.02.2025 | 19:00          | WWK Volleys Herrsching       | 0:3 (23:25, 22:25, 21:25)               | SVG Lüneburg                 | BMW Park                 | 2200           | Oskar Espeland     | [ 167 ]        |
| 22.02.2025 | 20:00          | Helios Grizzlys Giesen       | 3:0 (26:24, 36:34, 25:18)               | ASV Dachau                   | Volksbank-Arena          | 1732           | Miguel Sinfrónio   | [ 168 ]        |
| 23.02.2025 | 16:00          | SWD powervolleys Düren       | 3:1 (27:29, 25:23, 25:23, 25:19)        | Energiequelle Netzhoppers KW | Arena Kreis Düren        |                | Matthew Neaves     | [ 169 ]        |
| 23.02.2025 | 17:00          | VfB Friedrichshafen          | 3:1 (25:21, 25:18, 24:26, 25:16)        | TSV Haching München          | Spacetech Arena          | 1000           | Jackson Young      | [ 170 ]        |
| 23.02.2025 | 17:00          | VCO Berlin                   | 0:3 (16:25, 23:25, 18:25)               | FT 1844 Freiburg             | Sportforum Berlin        | 155            | Yannick Harms      | [ 171 ]        |
| TYDZIEŃ 23 |                |                              |                                         |                              |                          |                |                    |                |
| 7.03.2025 | 19:00          | VfB Friedrichshafen          | 3:0 (25:15, 25:14, 25:11)               | VCO Berlin                   | Spacetech Arena          | 1000           | Jackson Young      | [ 172 ]        |
| 7.03.2025 | 20:00          | Helios Grizzlys Giesen       | 3:0 (25:20, 25:10, 25:21)               | Baden Volleys SSC Karlsruhe  | Volksbank-Arena          | 2420           | Michiel Ahyi       | [ 173 ]        |
| 8.03.2025 | 17:00          | TSV Haching München          | 3:2 (25:18, 25:17, 21:25, 18:25, 15:9)  | VCO Berlin                   | Geothermie Arena         | 159            | Matthew Passalent  | [ 174 ]        |
| 8.03.2025 | 18:00          | Energiequelle Netzhoppers KW | 3:2 (25:11, 24:26, 28:30, 25:17, 15:8)  | VC Bitterfeld-Wolfen         | Paul-Dinter-Halle        | 824            | Theo Timmermann    | [ 175 ]        |
| 8.03.2025 | 19:00          | SVG Lüneburg                 | 3:2 (14:25, 26:24, 25:20, 24:26, 15:11) | Berlin Recycling Volleys     | LKH Arena                | 3200           | Johannes Tille     | [ 176 ]        |
| 8.03.2025 | 20:00          | FT 1844 Freiburg             | 3:1 (25:18, 12:25, 25:18, 25:22)        | VfB Friedrichshafen          | Act-Now-Halle            | 1500           | Liam Kristjanson   | [ 177 ]        |
| 9.03.2025 | 16:00          | ASV Dachau                   | 0:3 (22:25, 19:25, 26:28)               | WWK Volleys Herrsching       | Georg-Scherer-Halle      | 450            | Eric Burggräf      | [ 178 ]        |
| 9.03.2025 | 17:00          | TSV Haching München          | 1:3 (15:25, 25:21, 19:25, 20:25)        | SWD powervolleys Düren       | Geothermie Arena         | 485            | Alex Knight        | [ 179 ]        |
| TYDZIEŃ 24 |                |                              |                                         |                              |                          |                |                    |                |
| 14.03.2025 | 19:00          | SWD powervolleys Düren       | 3:0 (27:25, 25:16, 25:18)               | FT 1844 Freiburg             | Arena Kreis Düren        | 1830           | Gregor Pernuš      | [ 180 ]        |
| 14.03.2025 | 20:00          | VC Bitterfeld-Wolfen         | 3:2 (25:20, 25:20, 21:25, 22:25, 15:13) | VCO Berlin                   | Bernsteinhalle           | 150            | Thomas Heptinstall | [ 181 ]        |
| 15.03.2025 | 18:00          | Berlin Recycling Volleys     | 3:0 (25:12, 25:22, 25:20)               | ASV Dachau                   | Max-Schmeling-Halle      | 4052           | Daniel Malescha    | [ 182 ]        |
| 15.03.2025 | 19:00          | VC Bitterfeld-Wolfen         | 2:3 (29:27, 25:21, 14:25, 22:25, 12:15) | TSV Haching München          | Bernsteinhalle           | 220            | Sebastian Rösler   | [ 183 ]        |
| 15.03.2025 | 20:00          | VfB Friedrichshafen          | 2:3 (25:22, 20:25, 25:27, 25:22, 13:15) | SVG Lüneburg                 | Spacetech Arena          | 1000           | Simon Torwie       | [ 184 ]        |
| 16.03.2025 | 16:00          | WWK Volleys Herrsching       | 2:3 (25:16, 23:25, 19:25, 25:18, 11:15) | Helios Grizzlys Giesen       | BMW Park                 | 2000           | Michiel Ahyi       | [ 185 ]        |
| 16.03.2025 | 17:00          | Baden Volleys SSC Karlsruhe  | 0:3 (23:25, 20:25, 23:25)               | Energiequelle Netzhoppers KW | Lina-Radke-Halle         | 1223           | Lovis Homberger    | [ 186 ]        |
| Godziny do 27 października 2024 roku podane są według strefy czasowej UTC+2, a od 27 października 2024 roku według strefy czasowej UTC+1. Źródło: |                |                              |                                         |                              |                          |                |                    |                |

### Tabela
| Lp.                    | Drużyna                      | Pkt | Mecze | Mecze | Mecze | Rodzaj wyniku | Rodzaj wyniku | Rodzaj wyniku | Rodzaj wyniku | Rodzaj wyniku | Rodzaj wyniku | Sety | Sety | Sety  | Małe punkty | Małe punkty | Małe punkty |
| Lp.                    | Drużyna                      | Pkt | M     | W     | P     | 3:0           | 3:1           | 3:2           | 2:3           | 1:3           | 0:3           | wyg. | prz. | stos. | zdob.       | str.        | stos.       |
| ---------------------- | ---------------------------- | --- | ----- | ----- | ----- | ------------- | ------------- | ------------- | ------------- | ------------- | ------------- | ---- | ---- | ----- | ----------- | ----------- | ----------- |
| 1                      | Berlin Recycling Volleys     | 70  | 24    | 23    | 1     | 19            | 4             | 0             | 1             | 0             | 0             | 71   | 7    | 10.14 | 1918        | 1518        | 1.26        |
| 2                      | SVG Lüneburg                 | 61  | 24    | 21    | 3     | 10            | 8             | 3             | 1             | 0             | 2             | 65   | 23   | 2.83  | 2062        | 1779        | 1.16        |
| 3                      | VfB Friedrichshafen          | 53  | 24    | 18    | 6     | 14            | 2             | 2             | 1             | 4             | 1             | 60   | 24   | 2.5   | 2007        | 1726        | 1.16        |
| 4                      | WWK Volleys Herrsching       | 51  | 24    | 16    | 8     | 10            | 5             | 1             | 4             | 0             | 4             | 56   | 31   | 1.81  | 2018        | 1867        | 1.08        |
| 5                      | Helios Grizzlys Giesen       | 48  | 24    | 16    | 8     | 9             | 4             | 3             | 3             | 3             | 2             | 57   | 34   | 1.68  | 2094        | 1880        | 1.11        |
| 6                      | SWD powervolleys Düren       | 46  | 24    | 16    | 8     | 8             | 4             | 4             | 2             | 0             | 6             | 52   | 36   | 1.44  | 1981        | 1866        | 1.06        |
| 7                      | FT 1844 Freiburg             | 41  | 24    | 14    | 10    | 11            | 1             | 2             | 1             | 3             | 6             | 47   | 35   | 1.34  | 1828        | 1805        | 1.01        |
| 8                      | Energiequelle Netzhoppers KW | 27  | 24    | 9     | 15    | 5             | 1             | 3             | 3             | 5             | 7             | 38   | 52   | 0.73  | 1968        | 2012        | 0.98        |
| 9                      | TSV Haching München          | 18  | 24    | 8     | 16    | 2             | 0             | 6             | 0             | 4             | 12            | 28   | 60   | 0.47  | 1806        | 2009        | 0.9         |
| 10                     | Baden Volleys SSC Karlsruhe  | 18  | 24    | 6     | 18    | 3             | 1             | 2             | 2             | 5             | 11            | 27   | 59   | 0.46  | 1787        | 1999        | 0.89        |
| 11                     | ASV Dachau                   | 17  | 24    | 5     | 19    | 0             | 4             | 1             | 3             | 5             | 11            | 26   | 63   | 0.41  | 1860        | 2091        | 0.89        |
| 12                     | VC Bitterfeld-Wolfen         | 13  | 24    | 3     | 21    | 1             | 1             | 1             | 5             | 2             | 14            | 21   | 66   | 0.32  | 1720        | 2052        | 0.84        |
| 13                     | VCO Berlin                   | 5   | 24    | 1     | 23    | 0             | 1             | 0             | 2             | 5             | 16            | 12   | 70   | 0.17  | 1555        | 2000        | 0.78        |
| Legenda: faza play-off |                              |     |       |       |       |               |               |               |               |               |               |      |      |       |             |             |             |

Źródło: 
Punktacja: 3:0 i 3:1 – 3 pkt; 3:2 – 2 pkt; 2:3 – 1 pkt; 1:3 i 0:3 – 0 pkt
Zasady ustalania kolejności: 1. liczba punktów; 2. liczba zwycięstw; 3. stosunek setów; 4. stosunek małych punktów; 5. bilans w bezpośrednich meczach

## Faza play-off
Godziny do 30 marca 2025 roku podano według strefy czasowej UTC+2, a od 30 marca 2025 roku – według strefy czasowej UTC+3.

### Drabinka
|  |              |                              |              |                        |              |   |   |                          |           |           |           |           |           |           |  |  |       |       |       |       |       |       |       |
|  | Ćwierćfinały | Ćwierćfinały                 | Ćwierćfinały | Ćwierćfinały           | Ćwierćfinały |   |   | Półfinały                | Półfinały | Półfinały | Półfinały | Półfinały | Półfinały | Półfinały |  |  | Finał | Finał | Finał | Finał | Finał | Finał | Finał |
|  | Ćwierćfinały | Ćwierćfinały                 | Ćwierćfinały | Ćwierćfinały           | Ćwierćfinały |   |   | Półfinały                | Półfinały | Półfinały | Półfinały | Półfinały | Półfinały | Półfinały |  |  | Finał | Finał | Finał | Finał | Finał | Finał | Finał |
|  |              |                              |              |                        |              |   |   |                          |           |           |           |           |           |           |  |  |       |       |       |       |       |       |       |
|  |              |                              |              |                        |              |   |   |                          |           |           |           |           |           |           |  |  |       |       |       |       |       |       |       |
|  | 1            | Berlin Recycling Volleys     | 3            | 3                      |              |   |   |                          |           |           |           |           |           |           |  |  |       |       |       |       |       |       |       |
|  | 1            | Berlin Recycling Volleys     | 3            | 3                      |              |   |   |                          |           |           |           |           |           |           |  |  |       |       |       |       |       |       |       |
|  | 8            | Energiequelle Netzhoppers KW | 0            | 2                      |              |   |   |                          |           |           |           |           |           |           |  |  |       |       |       |       |       |       |       |
|  | 8            | Energiequelle Netzhoppers KW | 0            | 2                      |              |   | 1 | Berlin Recycling Volleys | 3         | 3         | 3         |           |           |           |  |  |       |       |       |       |       |       |       |
|  |              |                              |              |                        |              |   | 1 | Berlin Recycling Volleys | 3         | 3         | 3         |           |           |           |  |  |       |       |       |       |       |       |       |
|  |              |                              | 5            | Helios Grizzlys Giesen | 0            | 0 | 0 |                          |           |           |           |           |           |           |  |  |       |       |       |       |       |       |       |
|  | 4            | WWK Volleys Herrsching       | 5            | Helios Grizzlys Giesen | 0            | 0 | 0 | 2                        | 1         |           |           |           |           |           |  |  |       |       |       |       |       |       |       |
|  | 4            | WWK Volleys Herrsching       |              |                        |              |   |   |                          |           |           |           |           |           |           |  |  |       |       |       |       |       |       |       |
|  | 5            | Helios Grizzlys Giesen       | 3            | 3                      |              |   |   |                          |           |           |           |           |           |           |  |  |       |       |       |       |       |       |       |
|  | 5            | Helios Grizzlys Giesen       | 3            | 3                      |              |   | 1 | Berlin Recycling Volleys | 3         | 3         | 3         |           |           |           |  |  |       |       |       |       |       |       |       |
|  |              |                              |              |                        |              |   |   |                          |           |           |           |           |           |           |  |  |       |       |       |       |       |       |       |
|  |              |                              | 2            | SVG Lüneburg           | 0            | 1 | 0 |                          |           |           |           |           |           |           |  |  |       |       |       |       |       |       |       |
|  | 2            | SVG Lüneburg                 | 2            | SVG Lüneburg           | 0            | 1 | 0 | 3                        | 3         |           |           |           |           |           |  |  |       |       |       |       |       |       |       |
|  | 2            | SVG Lüneburg                 |              |                        |              |   |   |                          |           |           |           |           |           |           |  |  |       |       |       |       |       |       |       |
|  | 7            | FT 1844 Freiburg             | 0            | 1                      |              |   |   |                          |           |           |           |           |           |           |  |  |       |       |       |       |       |       |       |
|  | 7            | FT 1844 Freiburg             | 0            | 1                      |              |   | 2 | SVG Lüneburg             | 2         | 3         | 3         | 2         | 3         |           |  |  |       |       |       |       |       |       |       |
|  |              |                              |              |                        |              |   | 2 | SVG Lüneburg             | 2         | 3         | 3         | 2         | 3         |           |  |  |       |       |       |       |       |       |       |
|  |              |                              | 3            | VfB Friedrichshafen    | 3            | 2 | 0 | 3                        | 1         |           |           |           |           |           |  |  |       |       |       |       |       |       |       |
|  | 3            | VfB Friedrichshafen          | 3            | VfB Friedrichshafen    | 3            | 2 | 0 | 3                        | 1         | 3         | 3         |           |           |           |  |  |       |       |       |       |       |       |       |
|  | 3            | VfB Friedrichshafen          |              |                        |              |   |   |                          |           |           |           |           |           |           |  |  |       |       |       |       |       |       |       |
|  | 6            | SWD powervolleys Düren       | 2            | 1                      |              |   |   |                          |           |           |           |           |           |           |  |  |       |       |       |       |       |       |       |
|  | 6            | SWD powervolleys Düren       | 2            | 1                      |              |   |   |                          |           |           |           |           |           |           |  |  |       |       |       |       |       |       |       |

### Ćwierćfinały
Format: do dwóch zwycięstw
| Data                         | Godz.                        | Gospodarz                    | Rezultat                                | Gość                             | Hala sportowa                    | Widzów                           | MVP                              | *                                |
| ---------------------------- | ---------------------------- | ---------------------------- | --------------------------------------- | -------------------------------- | -------------------------------- | -------------------------------- | -------------------------------- | -------------------------------- |
| Berlin Recycling Volleys (1) | Berlin Recycling Volleys (1) | Berlin Recycling Volleys (1) | 2 – 0                                   | (8) Energiequelle Netzhoppers KW | (8) Energiequelle Netzhoppers KW | (8) Energiequelle Netzhoppers KW | (8) Energiequelle Netzhoppers KW | (8) Energiequelle Netzhoppers KW |
| 23.03.2025                   | 15:00                        | Berlin Recycling Volleys     | 3:0 (25:23, 25:15, 25:21)               | Energiequelle Netzhoppers KW     | Max-Schmeling-Halle              | 4113                             | Jake Hanes                       | [ 188 ]                          |
| 30.03.2025                   | 17:00                        | Energiequelle Netzhoppers KW | 2:3 (12:25, 25:19, 25:20, 13:25, 10:15) | Berlin Recycling Volleys         | Paul-Dinter-Halle                | 1132                             | Johannes Tille                   | [ 189 ]                          |
| WWK Volleys Herrsching (4)   | WWK Volleys Herrsching (4)   | WWK Volleys Herrsching (4)   | 0 – 2                                   | (5) Helios Grizzlys Giesen       | (5) Helios Grizzlys Giesen       | (5) Helios Grizzlys Giesen       | (5) Helios Grizzlys Giesen       | (5) Helios Grizzlys Giesen       |
| 22.03.2025                   | 19:00                        | Helios Grizzlys Giesen       | 3:2 (18:25, 18:25, 25:16, 25:19, 15:11) | WWK Volleys Herrsching           | Volksbank-Arena                  | 1950                             | Michiel Ahyi                     | [ 190 ]                          |
| 26.03.2025                   | 20:00                        | WWK Volleys Herrsching       | 1:3 (25:23, 19:25, 21:25, 20:25)        | Helios Grizzlys Giesen           | BMW Park                         | 1364                             | Michiel Ahyi                     | [ 191 ]                          |
| SVG Lüneburg (2)             | SVG Lüneburg (2)             | SVG Lüneburg (2)             | 2 – 0                                   | (7) FT 1844 Freiburg             | (7) FT 1844 Freiburg             | (7) FT 1844 Freiburg             | (7) FT 1844 Freiburg             | (7) FT 1844 Freiburg             |
| 24.03.2025                   | 19:00                        | SVG Lüneburg                 | 3:0 (25:10, 25:18, 25:19)               | FT 1844 Freiburg                 | LKH Arena                        | 2904                             | Theo Mohwinkel                   | [ 192 ]                          |
| 28.03.2025                   | 20:00                        | FT 1844 Freiburg             | 1:3 (17:25, 18:25, 25:23, 17:25)        | SVG Lüneburg                     | Act-Now-Halle                    | 1500                             | Gage Worsley                     | [ 193 ]                          |
| VfB Friedrichshafen (3)      | VfB Friedrichshafen (3)      | VfB Friedrichshafen (3)      | 2 – 0                                   | (6) SWD powervolleys Düren       | (6) SWD powervolleys Düren       | (6) SWD powervolleys Düren       | (6) SWD powervolleys Düren       | (6) SWD powervolleys Düren       |
| 23.03.2025                   | 17:00                        | VfB Friedrichshafen          | 3:2 (30:32, 25:23, 25:20, 18:25, 15:13) | SWD powervolleys Düren           | Spacetech Arena                  | 1000                             | Matthew Neaves                   | [ 194 ]                          |
| 29.03.2025                   | 18:00                        | SWD powervolleys Düren       | 1:3 (26:24, 20:25, 19:25, 22:25)        | VfB Friedrichshafen              | Arena Kreis Düren                | 1621                             | José Massó                       | [ 195 ]                          |
| Źródło:                      |                              |                              |                                         |                                  |                                  |                                  |                                  |                                  |

### Półfinały
Format: do trzech zwycięstw
| Data                         | Godz.                        | Gospodarz                    | Rezultat                                | Gość                       | Hala sportowa              | Widzów                     | MVP                        | *                          |
| ---------------------------- | ---------------------------- | ---------------------------- | --------------------------------------- | -------------------------- | -------------------------- | -------------------------- | -------------------------- | -------------------------- |
| Berlin Recycling Volleys (1) | Berlin Recycling Volleys (1) | Berlin Recycling Volleys (1) | 3 – 0                                   | (5) Helios Grizzlys Giesen | (5) Helios Grizzlys Giesen | (5) Helios Grizzlys Giesen | (5) Helios Grizzlys Giesen | (5) Helios Grizzlys Giesen |
| 5.04.2025                    | 18:00                        | Berlin Recycling Volleys     | 3:0 (33:31, 25:15, 25:16)               | Helios Grizzlys Giesen     | Max-Schmeling-Halle        | 4123                       | Moritz Reichert            | [ 196 ]                    |
| 9.04.2025                    | 19:00                        | Helios Grizzlys Giesen       | 0:3 (19:25, 21:25, 19:25)               | Berlin Recycling Volleys   | Volksbank-Arena            | 2730                       | Jake Hanes                 | [ 197 ]                    |
| 13.04.2025                   | 15:00                        | Berlin Recycling Volleys     | 3:0 (25:15, 25:15, 25:19)               | Helios Grizzlys Giesen     | Max-Schmeling-Halle        | 4215                       | Nehemiah Mote              | [ 198 ]                    |
| SVG Lüneburg (2)             | SVG Lüneburg (2)             | SVG Lüneburg (2)             | 3 – 2                                   | (3) VfB Friedrichshafen    | (3) VfB Friedrichshafen    | (3) VfB Friedrichshafen    | (3) VfB Friedrichshafen    | (3) VfB Friedrichshafen    |
| 5.04.2025                    | 19:00                        | SVG Lüneburg                 | 2:3 (13:25, 25:19, 21:25, 25:19, 13:15) | VfB Friedrichshafen        | LKH Arena                  | 3200                       | Oskar Espeland             | [ 199 ]                    |
| 9.04.2025                    | 20:00                        | VfB Friedrichshafen          | 2:3 (27:29, 20:25, 25:18, 25:19, 17:19) | SVG Lüneburg               | Spacetech Arena            | 1000                       | Jackson Young              | [ 200 ]                    |
| 12.04.2025                   | 19:00                        | SVG Lüneburg                 | 3:0 (25:22, 25:21, 25:20)               | VfB Friedrichshafen        | LKH Arena                  | 3200                       | Xander Ketrzynski          | [ 201 ]                    |
| 16.04.2025                   | 20:00                        | VfB Friedrichshafen          | 3:2 (23:25, 25:18, 18:25, 25:21, 16:14) | SVG Lüneburg               | Spacetech Arena            | 1000                       | José Massó                 | [ 202 ]                    |
| 19.04.2025                   | 19:00                        | SVG Lüneburg                 | 3:1 (25:23, 25:23, 27:29, 25:19)        | VfB Friedrichshafen        | LKH Arena                  | 3200                       | Xander Ketrzynski          | [ 203 ]                    |
| Źródło:                      |                              |                              |                                         |                            |                            |                            |                            |                            |

### Finał
Format: do trzech zwycięstw
| Data                         | Godz.                        | Gospodarz                    | Rezultat                         | Gość                     | Hala sportowa       | Widzów           | MVP              | *                |
| ---------------------------- | ---------------------------- | ---------------------------- | -------------------------------- | ------------------------ | ------------------- | ---------------- | ---------------- | ---------------- |
| Berlin Recycling Volleys (1) | Berlin Recycling Volleys (1) | Berlin Recycling Volleys (1) | 3 – 0                            | (2) SVG Lüneburg         | (2) SVG Lüneburg    | (2) SVG Lüneburg | (2) SVG Lüneburg | (2) SVG Lüneburg |
| 27.04.2025                   | 16:00                        | Berlin Recycling Volleys     | 3:0 (25:17, 25:21, 25:19)        | SVG Lüneburg             | Max-Schmeling-Halle | 6552             | Moritz Reichert  | [ 204 ]          |
| 1.05.2025                    | 19:00                        | SVG Lüneburg                 | 1:3 (23:25, 25:21, 20:25, 22:25) | Berlin Recycling Volleys | LKH Arena           | 3200             | Moritz Reichert  | [ 205 ]          |
| 3.05.2025                    | 18:00                        | Berlin Recycling Volleys     | 3:0 (25:12, 25:23, 25:21)        | SVG Lüneburg             | Max-Schmeling-Halle | 8553             | Jake Hanes       | [ 206 ]          |
| Źródło:                      |                              |                              |                                  |                          |                     |                  |                  |                  |

### Klasyfikacja fazy play-off
| Poz. | Drużyna                      | Uwagi                              |
| 1.   | Berlin Recycling Volleys     | prawo udziału w Lidze Mistrzów     |
| 2.   | SVG Lüneburg                 | prawo udziału w Lidze Mistrzów     |
| 3.   | VfB Friedrichshafen          | prawo udziału w Pucharze CEV       |
| 3.   | Helios Grizzlys Giesen       | prawo udziału w Pucharze CEV       |
| 5.   | WWK Volleys Herrsching       | prawo udziału w Pucharze Challenge |
| 5.   | SWD powervolleys Düren       |                                    |
| 5.   | FT 1844 Freiburg             |                                    |
| 5.   | Energiequelle Netzhoppers KW |                                    |

Źródło: 

## Najlepsi zawodnicy meczów (MVP)
| Liczba MVP | Zawodnik           |
| ---------- | ------------------ |
| 6          | Jake Hanes         |
| 6          | Kevin Kobrine      |
| 6          | Matthew Neaves     |
| 6          | Moritz Reichert    |
| 6          | Johannes Tille     |
| 6          | Jannes Wiesner     |
| 5          | Michiel Ahyi       |
| 5          | Xander Ketrzynski  |
| 4          | Eric Burggräf      |
| 4          | Ethan Champlin     |
| 4          | Oskar Espeland     |
| 4          | Simon Kohn         |
| 4          | Daniel Malescha    |
| 4          | Theo Mohwinkel     |
| 4          | Theo Timmermann    |
| 4          | Simon Torwie       |
| 4          | Jackson Young      |
| 3          | Alexander Benz     |
| 3          | Yannick Harms      |
| 3          | José Massó         |
| 3          | Nehemiah Mote      |
| 3          | Michał Superlak    |
| 3          | Gage Worsley       |
| 2          | Robin Baghdady     |
| 2          | Fabian Bergmoser   |
| 2          | Niklas Breilin     |
| 2          | Kyle Dagostino     |
| 2          | Linus Engelmann    |
| 2          | Agustín Gallardo   |
| 2          | Thomas Heptinstall |
| 2          | François Huetz     |
| 2          | Filip John         |
| 2          | Lorenz Karlitzek   |
| 2          | Matthew Knigge     |
| 2          | Siebe Korenblek    |
| 2          | Florian Krage      |
| 2          | Blake Leeson       |
| 2          | Keisuke Matsuo     |
| 2          | Timothy McIntosh   |
| 2          | Jan Röling         |
| 2          | Mark Rura          |
| 2          | Matthew Slivinski  |
| 2          | Ivan Zeljković     |

| Liczba MVP | Zawodnik          |
| ---------- | ----------------- |
| 1          | Michael Andrei    |
| 1          | Noah Baxpöhler    |
| 1          | Tom Borchert      |
| 1          | Marcus Böhme      |
| 1          | Yann Böhme        |
| 1          | Jannik Brentel    |
| 1          | Moritz Eckardt    |
| 1          | Pascal Eichler    |
| 1          | Norbert Engemann  |
| 1          | Charlie Figy      |
| 1          | Hannes Gerken     |
| 1          | Leonard Graven    |
| 1          | Daniel Gruvaeus   |
| 1          | Lovis Homberger   |
| 1          | Fabian Hosch      |
| 1          | Tobias Hosch      |
| 1          | Wessel Keemink    |
| 1          | Alex Knight       |
| 1          | Bastian Korreck   |
| 1          | Florian Krenkel   |
| 1          | Liam Kristjanson  |
| 1          | Jori Mantha       |
| 1          | Marko Milovanović |
| 1          | Matthew Passalent |
| 1          | Gregor Pernuš     |
| 1          | Charlie Peters    |
| 1          | Sebastian Rösler  |
| 1          | Lukas Salimi      |
| 1          | Ruben Schott      |
| 1          | Miguel Sinfrónio  |
| 1          | Mika Takano       |
| 1          | Niklas Uhl        |
| 1          | Hauke Wagner      |
| 1          | Laurenz Welsch    |
| 1          | Michael Wright    |